# Maturín (municipalité)
Pour les articles homonymes, voir Maturin.
Maturín est l'une des treize municipalités de l'État de Monagas au Venezuela. Son chef-lieu est Maturín. En 2011, la population s'élève à 542 259 habitants.

## Géographie

### Subdivisions
La municipalité possède dix paroisses civiles et une parroquia capital, traduite ici par « capitale » (en italiques et suivie d'une astérisque) avec, chacune à sa tête, une capitale (entre parenthèses) :
- Alto de los Godos (Maturín) ;
- Boquerón (Maturín) ;
- Capitale Maturín * (Maturín) ;
- El Corozo (El Corozo) ;
- El Furrial (El Furrial) ;
- Jusepín (Jusepín) ;
- Las Cocuizas (Maturín) ;
- Santa Cruz (Maturín) ;
- La Pica (La Pica) ;
- San Simón (Maturín) ;
- San Vicente (San Vicente).